# Río Negro (газета)
«Газета „Рио-Негро“» (исп. Diario Río Negro) — аргентинская ежедневная газета, основана 1 мая 1912 года. Издаётся в городе Хенераль-Рока. Крупнейшая газета аргентинской патагонии.
Основная тематика публикаций газеты: местные новости, политика и экономика. 

## История
Газета была основана 1 мая 1912 года Фернандо Эмилио Рахнери. Сначала газета выходила раз в две недели, но позже стала выходить еженедельно. С 1958 года газета стала распространяться ежедневно. Сайт был создан 5 Августа 1997 года. «Rio Negro — онлайн» выходит на испанском языке. 
Нынешний исполнительный директор газеты Хулио Рахнери является сыном основателя и бывшим национальным министром образования.